# إسماعيل دياز
إسماعيل دياز (بالإسبانية: Ismael Díaz de León) (و. 1997  م) هو لاعب كرة قدم، من بنما، ولد في مدينة بنما، يلعب كلاعب وسط.

## أهداف الدولية
| # | التاريخ        | المكان                                            | الخصم     | الهدف | النتيجة | المسابقة                    |
| - | -------------- | ------------------------------------------------- | --------- | ----- | ------- | --------------------------- |
| 1 | 20 أغسطس 2014  | ملعب روميل فيرنانديز، بنما، بنما                  | كوبا      | 4–0   | 4–0     | ودية                        |
| 2 | 12 يوليو 2017  | ملعب ريموند جيمس، تامبا، الولايات المتحدة         | نيكاراغوا | 1–1   | 2–1     | كأس الكونكاكاف الذهبية 2017 |
| 3 | 2 يونيو 2022   | ملعب روميل فيرنانديز، بنما، بنما                  | كوستاريكا | 1–0   | 2–0     | دوري أمم الكونكاكاف 2022-23 |
| 4 | 27 سبتمبر 2022 | ستاد البحرين الوطني، الرفاع، البحرين              | البحرين   | 2–0   | 2–0     | ودية                        |
| 5 | 10 نوفمبر 2022 | استاد آل نهيان، أبو ظبي، الإمارات العربية المتحدة | السعودية  | 1–0   | 1–1     | ودية                        |
| 6 | 4 يوليو 2023   | ملعب بي في أي، هيوستن، الولايات المتحدة           | السلفادور | 2–1   | 2–2     | كأس الكونكاكاف الذهبية 2023 |
| 7 | 8 يوليو 2023   | ملعب دالاس كاوبويز، أريلنغتون، الولايات المتحدة   | قطر       | 2–0   | 4–0     | كأس الكونكاكاف الذهبية 2023 |
| 8 | 8 يوليو 2023   | ملعب دالاس كاوبويز، أريلنغتون، الولايات المتحدة   | قطر       | 3–0   | 4–0     | كأس الكونكاكاف الذهبية 2023 |
| 9 | 8 يوليو 2023   | ملعب دالاس كاوبويز، أريلنغتون، الولايات المتحدة   | قطر       | 4–0   | 4–0     | كأس الكونكاكاف الذهبية 2023 |

## روابط خارجية
- إسماعيل دياز على موقع الاتحاد الدولي (مؤرشف)  (الإنجليزية)
- إسماعيل دياز على موقع إي إس بي إن إف سي (الإنجليزية)
- إسماعيل دياز على موقع قاعدة بيانات كرة القدم.إي يو (الإنجليزية)
- إسماعيل دياز على موقع ناشيونال فوتبول تيمز (الإنجليزية)
- إسماعيل دياز على موقع Soccerbase.com (لاعب) (الإنجليزية)
- إسماعيل دياز على موقع Soccerway.com (الإنجليزية)
- إسماعيل دياز على موقع عالم كرة القدم.نت (الإنجليزية)
- إسماعيل دياز على موقع AS.com (الإسبانية)